# Lan đoản kiếm ngà
Lan đoản kiếm ngà hay bạch lan (danh pháp hai phần: Cymbidium eburneum) là một loài phong lan.
Cây phân bố ở Nam Á và Trung Quốc. Tại Việt Nam, cây có mặt ở Kon Tum.

## Hình ảnh

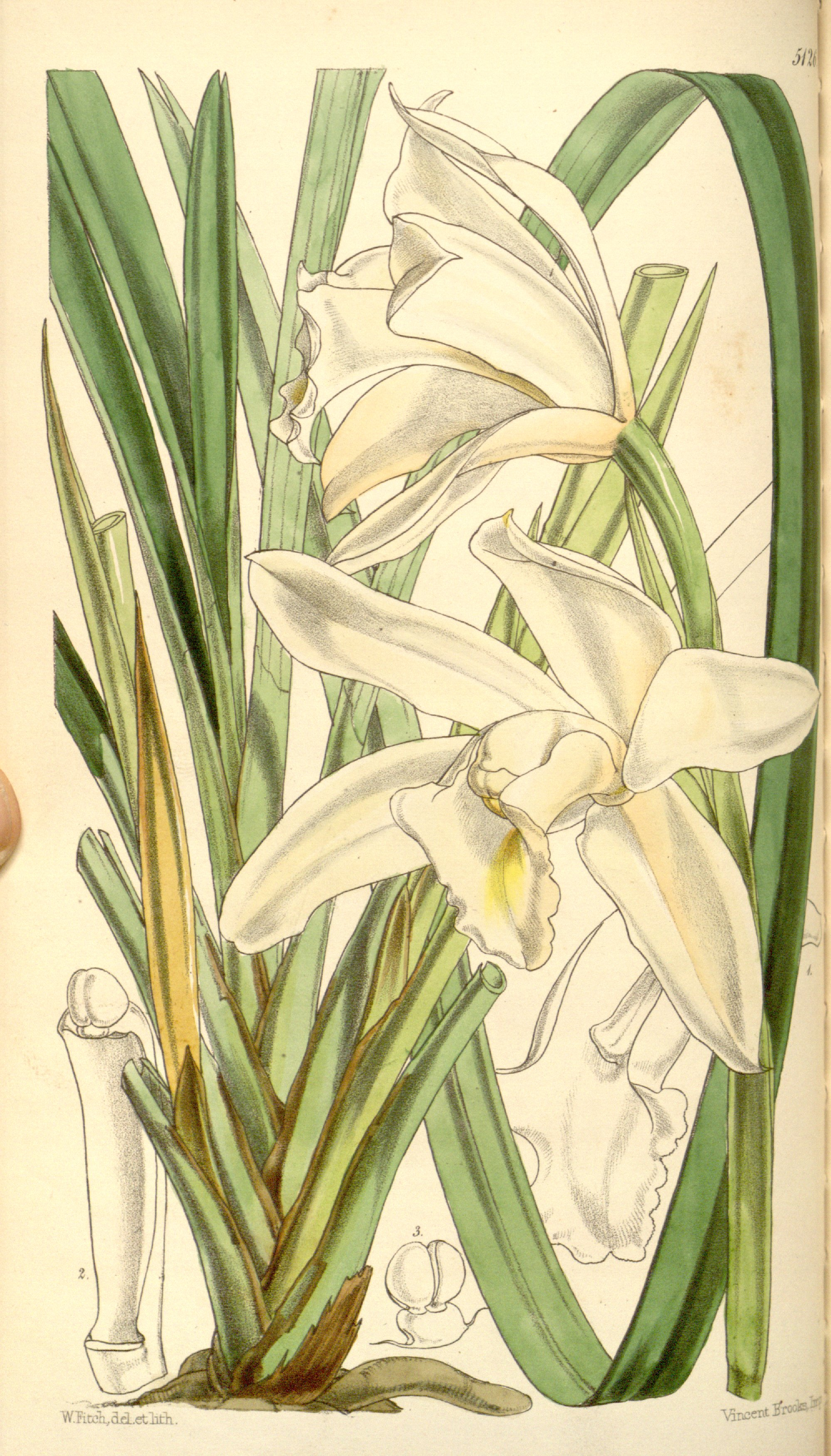
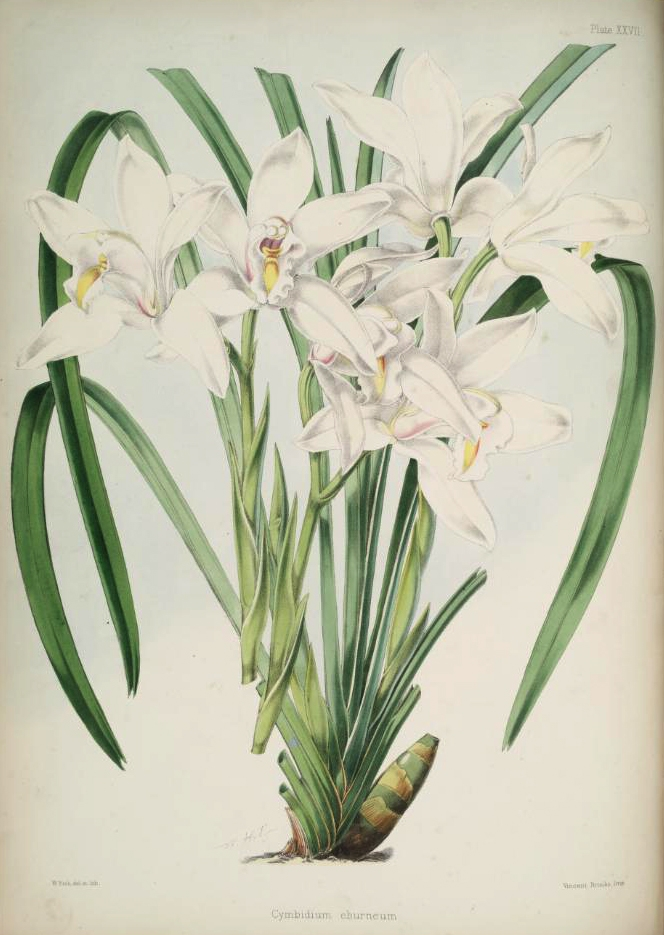
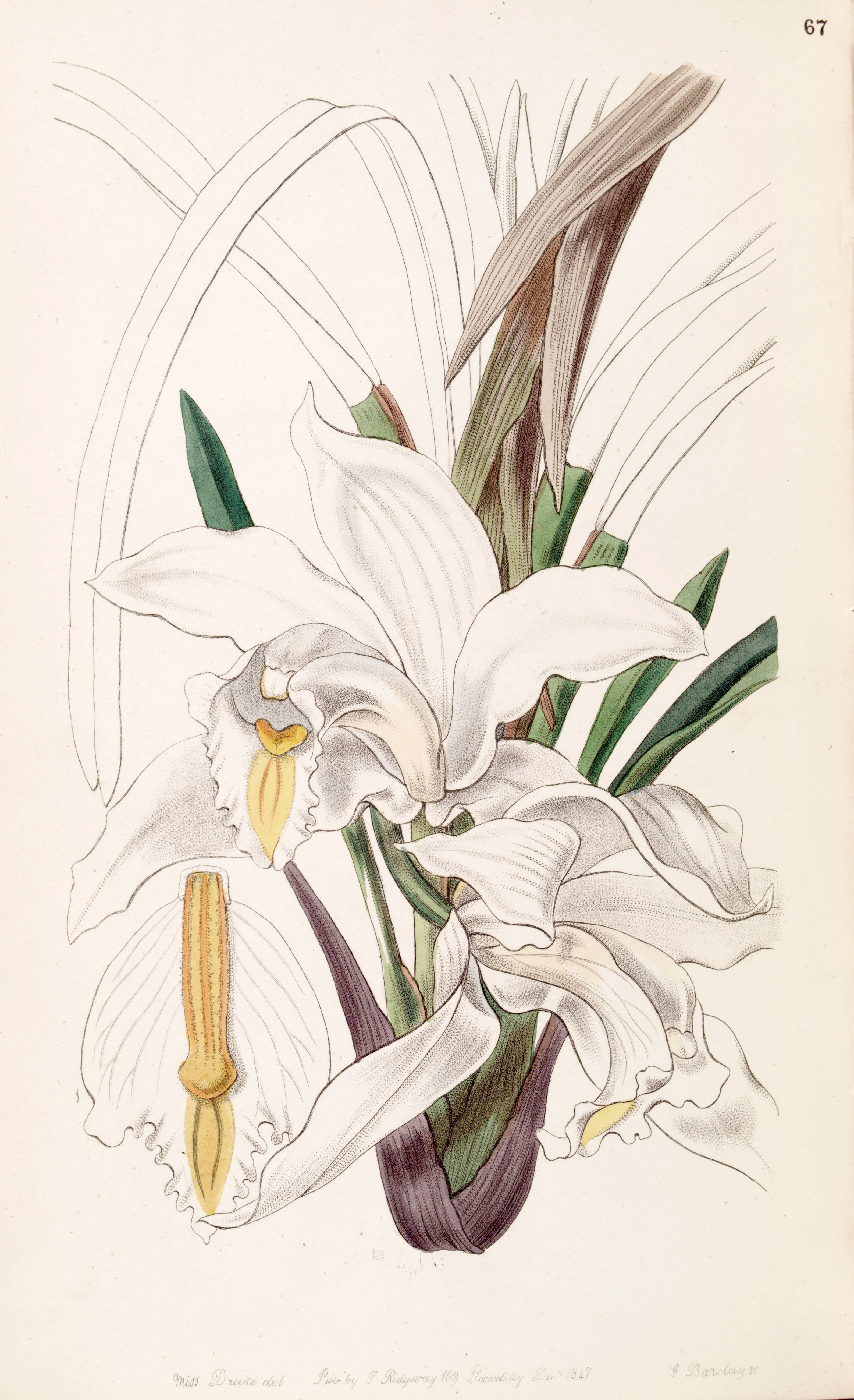